# Stefanie Martini
Lorna Michelle Stefanie Martini (ur. 6 października 1990 w Bristolu) – brytyjska aktorka, która wystąpiła m.in. w serialu Emerald City i filmie 303. Bitwa o Anglię.

## Filmografia

### Filmy
| Rok  | Tytuł               | Rola               | Uwagi       |
| ---- | ------------------- | ------------------ | ----------- |
| 2017 | Dom zbrodni         | Sophia de Haviland |             |
| 2018 | 303. Bitwa o Anglię | Phyllis Lambert    | gł. rola    |
| 2019 | Make Up             | Jade               |             |
| 2019 | Tracks              | Dilly              | krótkometr. |
| 2021 | Kafkas              | Dina               | krótkometr. |
| 2022 | Lola                | Martha             |             |

### Telewizja
| Rok       | Tytuł              | Rola                | Uwagi      |
| --------- | ------------------ | ------------------- | ---------- |
| 2016      | Endeavour          | Georgina Mortmaigne | 1 odc.     |
| 2016      | Doctor Thorne      | Mary Thorne         | gł. rola   |
| 2016      | Emerald City       | Lady Ev             | 7 odc.     |
| 2017      | Prime Suspect 1973 | Jane Tennison       | gł. rola   |
| 2020-2022 | Upadek królestwa   | Eadith              | w gł. obs. |
| 2023      | The Gold           | Marnie Palmer       | w gł. obs. |